# Dhardo
Dhardo Rinpoche (* 1917; † 1990; gebürtig: Thubten Lhundup Legsang) war ein bedeutender Lehrer des tibetischen Buddhismus.
Er wurde als eine Reinkarnation des Abts des Drepung-Klosters in Zentraltibet, also als Tulku anerkannt. Er war der zweite Tulku in der Gelug-Linie und der elfte in der Nyingma-Linie.
Dhardo Rinpoche erhielt eine traditionelle tibetische Ausbildung, erhielt den Geshe-Lharampa-Grad (Doktor der Philosophie) im Drepung-Kloster und studierte weiter am Gyud-med Tantric College. 1951 wurde er zum Abt des tibetischen Klosters in Bodhgaya ernannt; 1954 zog er nach Kalimpong nahe der indisch-tibetischen Grenze. Kalimpong wurde zu einem der wichtigsten Stützpunkte für vor der chinesischen Invasion fliehende Tibeter. Dhardo Rinpoche gründete ein Waisenheim und eine Schule für tibetische Flüchtlinge, die er Indo-Tibetan Buddhist Cultural Institute (‚Indisch-tibetisches buddhistisches Kulturinstitut‘, ITBCI) nannte. Er wurde Abt des Yiga Choeling-Klosters in Ghoom (Darjiling).
Während der 1950er und 1960er Jahre war Dhardo Rinpoche Freund und Lehrer von Sangharakshita, einem englischen Buddhisten, der 14 Jahre in Kalimpong verbrachte, bis er nach England zurückkehrte und dort die Freunde des Westlichen Buddhistischen Ordens (FWBO) gründete (heute: Buddhistische Gemeinschaft Triratna). Sangharakshita betrachtete Dhardo Rinpoche als einen lebenden Bodhisattva, und noch heute wird Dhardo in der Triratna-Gemeinschaft sehr verehrt. In den 1980er Jahren begann die Hilfsorganisation Triratnas, Aid For India (heute: Karuna Trust), Spendengelder für das ITBCI zu sammeln.
Nach seinem Tod und seiner Einäscherung wurde die Asche Dhardo Rinpoches in verschiedenen Stupas in der westlichen Welt hinterlegt: Im Sudarshanaloka Retreat Centre in der Nähe von Thames, Neuseeland, im Padmaloka Retreat Centre in der Nähe von Norwich, England, im Guhyaloka Retreat Centre in der Nähe von Alicante, Spanien, im Tiratanaloka Retreat Centre in Wales sowie im Meditationshaus Vimaladhatu im Sauerland.
Der Leitspruch von Dhardo Rinpoches lautete: „Bewahre die Lehre, lebe in Eintracht, strahle Liebe aus.“ Er war sehr darum bemüht, den Kindern seiner Schule beizubringen, dass „Handlungen Folgen haben“ (Karma).
Der dritte Dhardo Tulku, Tenzin Legshad Wangdi, wurde 1991 geboren.